# Boston Symphony Orchestra

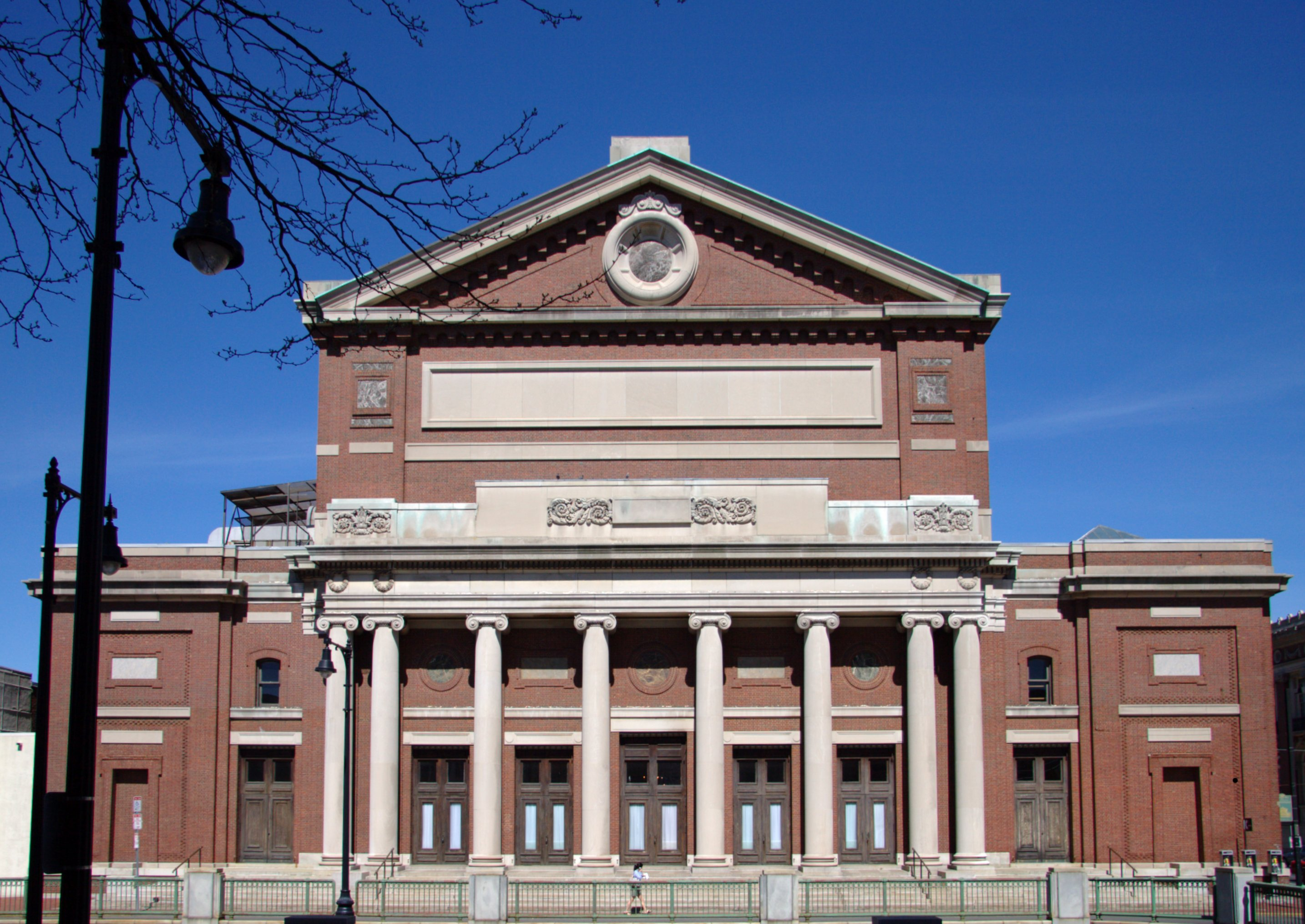
Zicht op de Symphony Hall in Boston, MA (USA) in de ochtendzon.

Het Boston Symphony Orchestra is een Amerikaans symfonieorkest in de stad Boston. Het orkest speelt in de Boston Symphony Hall, die vanwege de zaalakoestiek tot 's werelds beste concertzalen wordt gerekend.
Het Boston Symphony Orchestra werd in 1881 opgericht door Henry Lee Higginson. Al spoedig dirigeerden beroemde dirigenten het orkest, zoals Arthur Nikisch (1889-1893) en later Pierre Monteux (1919-1924). Vanaf 1900 speelt men in de Symphony Hall, de eerste concertzaal die werd ontworpen op grond van wetenschappelijk akoestisch onderzoek. Vooral onder leiding van Serge Koussevitzky (1924-1949) groeide het orkest uit tot een van Amerika's beste orkesten. Het BSO wordt traditioneel tot de Big Five gerekend.
Uit de leden van het orkest ontstond in 1885 het Boston Pops Orchestra dat onder Arthur Fiedler generaties Bostonians tijdens promenadeconcerten liet kennismaken met (licht) klassieke muziek in ontspannen sfeer. De Boston Pops zijn ook bekend door de filmmuziek die John Williams als dirigent van dit orkest componeerde voor Steven Spielberg en met de Boston Pops opnam.
Koussevitzky richtte het Berkshire Music Centre op, de voorloper van het huidige Tanglewood Music Centre, waar jaarlijks verschillende muzikale zomercursussen plaatsvinden. Vele nu beroemde musici namen hieraan deel of leidden deze cursussen (onder de laatsten de Nederlandse dirigent Reinbert de Leeuw). Koussevitzky gaf verschillende componisten opdracht om nieuwe composities te schrijven, onder wie Sergei Prokovjev (Vierde Symfonie), Igor Stravinsky (Psalmensymfonie), Maurice Ravel (Pianoconcert in G), Béla Bartók (Concert voor orkest) en Paul Hindemith (Symfonische muziek voor strijkers en blazers). Nadien gaf het orkest bij jubilea compositieopdrachten, zoals de Divertimenti voor orkest van Leonard Bernstein. Ook Henri Dutilleux, Roger Sessions, Andrzej Panufnik en Elliott Carter schreven in dit kader composities.
Na Koussevitzky werkte de Japanse dirigent Seiji Ozawa lange tijd met dit orkest (1973-2002). In 2003 werd James Levine zijn opvolger als eerste Amerikaanse dirigent. Onder de dirigenten van naam die regelmatig het orkest dirigeerden vallen met name William Steinberg, Charles Munch, Erich Leinsdorf, Colin Davis en Bernard Haitink te noemen; allen maakten zij ook opnamen met het orkest. Sinds 1970 heeft het orkest een eigen koor, het Tanglewood Festival Chorus.
Tot de eerste leden van het orkest behoorden vele Russische musici. Onder Monteux, Munch en eerder al onder Henri Rabaud ontstond een enigszins Franse orkestklank. Zeer karakteristiek aan het orkest is de stralende samenklank van de hoornsectie die de akoestiek van de Symphony Hall ten volle benut.

## Dirigenten
- Andris Nelsons (2014–)
- James Levine (2002–2011)
- Seiji Ozawa (1973–2002)
- William Steinberg (1969–1972)
- Erich Leinsdorf (1962–1969)
- Charles Munch (1949–1962)
- Serge Koussevitzky (1924–1949)
- Pierre Monteux (1919–1924)
- Henri Rabaud (1918–1919)
- Karl Muck (1912–1918)
- Max Fiedler (1908–1912)
- Karl Muck (1906–1908)
- Wilhelm Gericke (1898–1906)
- Emil Paur (1893–1898)
- Arthur Nikisch (1889–1893)
- Wilhelm Gericke (1884–1889)
- George Henschel (1881–1884)